# Mathematical Reviews
Mathematical Reviews — реферативный математический журнал, издаваемый Американским математическим обществом с 1940 года, и электронная база данных (MathSciNet), содержащие рефераты книг и статей по всем разделам математики и её приложениям в информатике, механике и физике.
Изначально рефераты публикуются на английском французском или немецком,
но с некоторого времени допускаются только английские.

## История
Реферативный журнал «Mathematical Reviews» основан в 1940 году математиком Отто Нейгебауэром, который эмигрировал из Германии в США, как альтернатива немецкому реферативному журналу «Zentralblatt MATH».
Ранее Нейгебауэр занимал пост главного редактора этого журнала, но покинул его в связи с проводимой нацистами политикой вытеснения евреев, в частности, из-за требования вывести из состава редакции учёных-евреев (в том числе, Рихарда Куранта, Леви-Чивита, Эмми Нётер). После ряда инцидентов, включая то, что Леви-Чивита был уволен из редакции без его ведома, в 1938 году Нейгебауэр покинул пост главного редактора, эмигрировал из Германии и вскоре переехал в США. После его ухода из редколлегии «Zentralblatt MATH» вышло много других членов, и с журналом перестало сотрудничать очень большое число рецензентов. Кроме того, к середине 1939 года вклад англоязычных журналов в zbMATH был значительно сокращён и практически прекратился к началу 1940 года.
В настоящее время «Mathematical Reviews» наряду с «Zentralblatt MATH» (возрождённым в 1947 году) является самой полной и авторитетной реферативной базой данных по математике.

## MCQ
Mathematical Reviews вычисляет MCQ — свой «коэффициент цитирования» для каждого журнала.
Как и импакт-фактор, это числовой показатель измеряет частоту цитирований журнала. MCQ это отношение общего числа цитирований журнала, которые были проиндексированы в Mathematical Reviews в течение пятилетнего периода на общее число статей, опубликованных в журнале в течение этого пятилетнего периода.
За период 2004—2008 годов наиболее высокий MCQ был у следующих журналов:
1. Acta Numerica — MCQ 3.43
2. Annals of Mathematics — MCQ2.97
3. Journal of the American Mathematical Society — MCQ 2.92
4. Communications on Pure and Applied Mathematics — MCQ 2.43
5. Publications Mathématiques de l'IHÉS — MCQ 2.33

MCQ по всем журналам рассчитывается с учетом всех журналов, индексируемых в Mathematical Reviews как единый Мета-журнал, который дает возможность определить, является ли конкретный журнал имеет большую или меньшую MCQ чем средний.
В 2009 году MCQ по всем журналам составлял 0,28.